# Rachid Bouaouzan
Rachid Bouaouzan (Roterdão, 20 de fevereiro de 1984) é um ex-futebolista marroquino-holandês.

## Carreira

### Sparta e o caso Kokmeijer
Bouaouzan nasceu em Rotterdam filho de pais marroquinos. Ele começou a jogar futebol no SVV/SMC antes de se mudar para o Sparta Rotterdam, onde iniciou sua carreira profissional. Ele fez sua estréia no futebol profissional, fazendo parte do time do Sparta Rotterdam na temporada 2003-04. Ele jogou pelo clube local por 4 temporadas.
Em sua segunda temporada, enquanto jogava na Eerste Divisie, Bouaouzan chegou às manchetes dos noticiários holandeses devido a uma falta pesada sobre Niels Kokmeijer, seu oponente jogando pelo Go Ahead Eagles em 17 de dezembro de 2004. Kokmeijer quebrou a perna gravemente e Bouaouzan posteriormente foi forçado a se aposentar do futebol profissional. O Sparta Rotterdam suspendeu Bouaouzan pelo resto da temporada, que foi mais do que a proibição de 10 jogos que o KNVB concedeu a ele. Além disso, foi levado a tribunal pelo governo holandês por lesão corporal, um momento único na história do futebol holandês. Bouaouzan foi condenado a seis meses de prisão condicional. Em abril de 2008, o mais alto tribunal holandês confirmou isso. Além disso, isso o levou à falência depois que o tribunal ordenou que ele pagasse uma indenização a Kokmeijer. Bouaouzan mais tarde refletiu sobre sua ação, dizendo que nunca feriu ninguém conscientemente.
No final da temporada, o Sparta Rotterdam se classificou para o play-off, onde Bouaouzan voltou a campo. No último play-off, Bouaouzan marcou o gol da vitória do Sparta sobre o Helmond Sport, garantindo assim uma vaga na Eredivisie para a temporada 2005-06.

## Títulos

### Clubes
Helsingborgs IF
- Allsvenskan: 2011
- Svenska Cupen: 2010, 2011
- Svenska Supercupen: 2011, 2012

## Ligações Externas
- Player profile – Wigan Athletic
- Career stats – Voetbal International (em neerlandês)
- Predefinição:ESPN FC